# Hakon Schmedes
Hakon Schmedes, född 31 oktober 1877 i Gentofte, död 19 augusti 1938 i Helsingør, var en dansk violinist och tonsättare. Han var bror till Erik och Paul Schmedes.
Schmedes studerade violinspel hos Carl Halir i Berlin och senare hos Eugène Ysaÿe i Bryssel. Han verkade under några år som soloviolinist och medlem av Boston Symphony Orchestra i USA och senare i Berlin, Paris och Köpenhamn. Under senare år framträdde han som kompositör av olika sånger, operetten Dronningen af Montmartre, musiken till Peder Most samt baletten To i et Glashus (Det Kongelige Teater, 1922–23).